# Mads Kaggestad
Mads Petter Kaggestad (nascido em 22 de fevereiro de 1977) é um ex-ciclista profissional norueguês. Competiu para a equipe francesa Crédit Agricole entre 2003 e 2007. Durante o ano de 2002, Kaggestad foi membro da equipe amadora Krone.
Nos Jogos Olímpicos de Verão de 2004 em Atenas, competiu representando Noruega na prova de estrada (individual), no entanto, ele não terminou a corrida.
É filho de Johan Kaggestad, um treinador de atletismo e comentarista de televisão.